# Ghirone
Ghirone foi uma comuna da Suíça, no Cantão Tessino, com cerca de 43 habitantes. Estendia-se por uma área de 30,35 km², de densidade populacional de 1 hab/km². Confinava com as seguintes comunas: Aquila, Campo, Medel (GR), Olivone, Vrin (GR).
A língua oficial nesta comuna era o Italiano.

## História
Em 22 de outubro de 2006, passou a formar parte da nova comuna de Blenio.